# Inoceramus
Inoceramus (del griego «concha fibrosa») es un género extinto de fósiles marinos pteromorfos bivalvos que recuerdan superficialmente a las ostras perlíferas del actual género Pteria. 

## Descripción

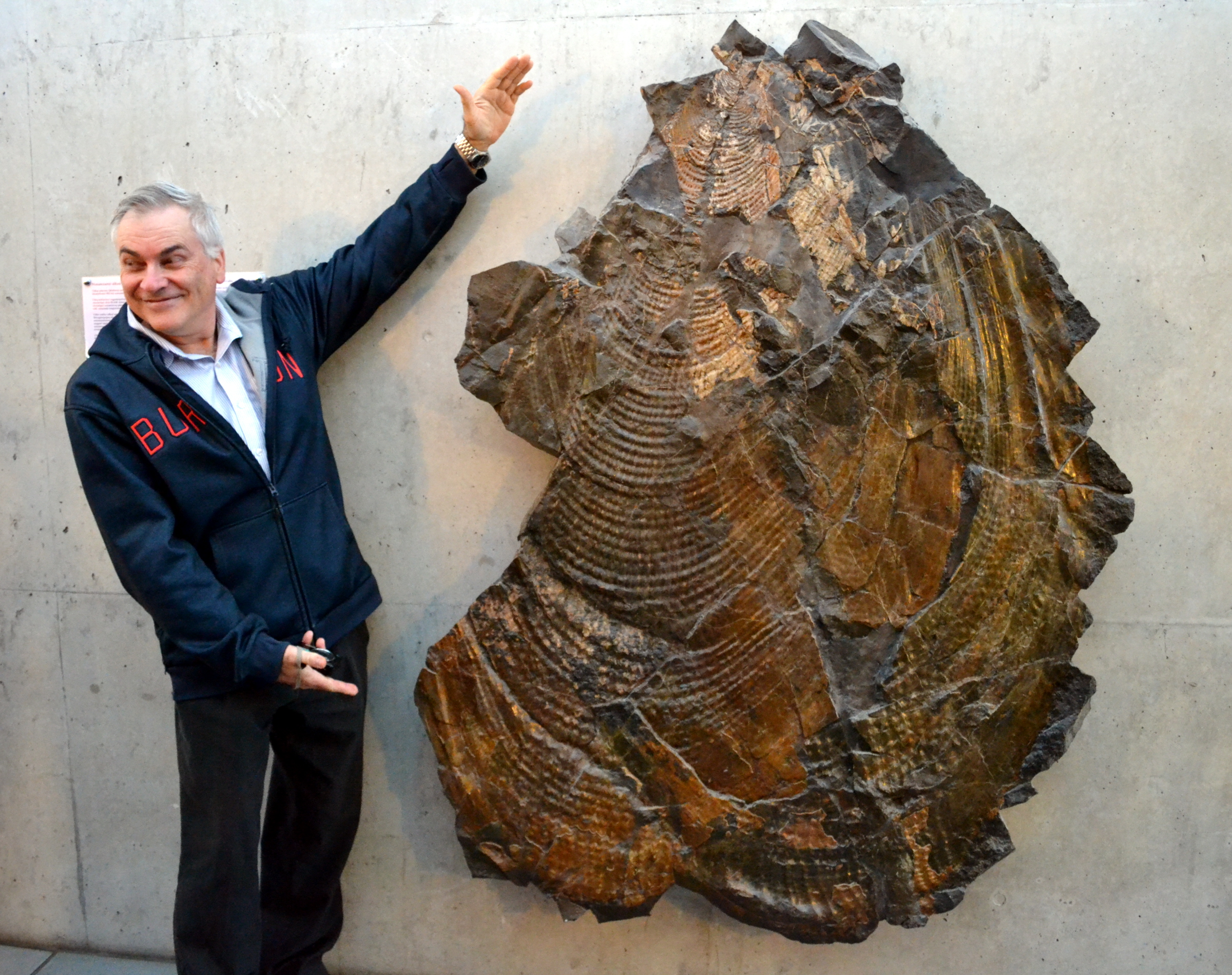
Fósil de Inoceramus del Cretácico superior de Groenlandia, probablemente el mayor bivalvo conocido (1,78 m).

Los inocerámidos tenían una concha gruesa, pavimentada con prismas de calcita orientados perpendicularmente a la superficie, lo que debió darles un brillo nacarado en vida. La mayoría de las especies tienen líneas de crecimiento prominentes, que aparecen como semicírculos concéntricos al borde de crecimiento de la concha. Los paleontólogos sugieren que el tamaño gigante de algunas especies fue una adaptación para la vida en las oscuras aguas del fondo, con un área de branquias proporcionalmente grande, que le habría permitido sobrevivir en aguas deficientes en oxígeno.

## Distribución

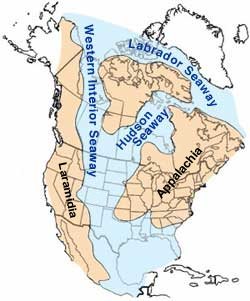
Mar occidental interior que cubrió parte de Norteamérica durante el periodo Cretácico.

Las especies de Inoceramus tuvieron una distribución mundial durante los períodos Jurásico y Cretácico (de 189.6 a 66 millones de años). Muchos ejemplares se encuentran en sedimentos del mar interior occidental en América del Norte. Inoceramus también se puede encontrar abundantemente en la Formación Gault, arenisca verde cretácica que subyace Londres. Otras localizaciones para fósiles de este taxón incluyen la isla de Vancouver y Columbia Británica en Canadá; Texas, Tennessee, Kansas, California y Alaska en Estados Unidos; España, Francia y Alemania.

## Sistemática
La taxonomía de los inocerámidos es discutida, con géneros como Platyceramus a veces clasificado como subgénero dentro de Inoceramus. También se discute el número de especies válidas en este género.

### Especies[2]
- I. aequicostatus † Voronetz 1937
- I. albertensis † McLearn 1926
- I. altifluminis † McLearn 1943
- I. americanus † Walaszczyk y Cobban 2006
- I. andinus † Wilckens 1907
- I. anglicus † Woods 1911
- I. anilis † Pcelinceva 1962
- I. anomalus † Heine 1929
- I. anomiaeformis † Feruglio 1936
- I. apicalis † Woods 1912
- I. arvanus † Stephenson 1953
- I. bellvuensis †
- I. biformis † Tuomey, 1854
- I. brownei † Marwick 1953
- I. carsoni † McCoy 1865
- I. comancheanus †
- I. constellatus † Woods 1904
- I. corpulentus † McLearn 1926
- I. coulthardi † McLearn 1926
- I. cuvieri † Sowerby 1814
- I. dakotensis †
- I. dominguesi † Maury 1930
- I. dowlingi † McLearn 1931
- I. dunveganensis † McLearn 1926
- I. elburzensis † Fantini 1966
- I. everesti † Oppel 1862
- I. fibrosus † Meek y Hayden 1857
- I. formosulus † Voronetz 1937
- I. fragilis † Haal y Meek 1856
- I. frechi † Flegel 1905
- I. galoi † Boehm 1907
- I. gibbosus †
- I. ginterensis † Pergament 1966
- I. glacierensis † Walaszczyk y Cobban 2006
- I. haasti † Hochstetter 1863
- I. howelli † White 1876
- I. incelebratus † Pergament 1966
- I. inconditus † Marwick 1953
- I. kystatymensis † Koschelkina 1960
- I. lamarcki † Parkinson 1819
- I. lateris † Rossi de Gargia & Camacho 1965
- I. mesabiensis † Bergquist 1944
- I. morii † Hayami 1959
- I. multiformis † Pergament 1971
- I. mytiliformis † Fantini 1966
- I. nipponicus † Nagao y Matsumoto 1939
- I. perplexus †
- I. pictus †
- I. pontoni † McLearn 1926
- I. porrectus † Voronetz 1937
- I. prefragilis † Stephenson 1952
- I. proximus † Tuomey, 1854
- I. pseudolucifer † Afitsky 1967
- I. quenstedti † Pcelinceva 1933
- I. robertsoni † Walaszczyk y Cobban 2006
- I. sakatchewanensis † Warren 1934
- I. selwyni † McLearn 1926
- I. sokolovi † Walaszczyk y Cobban 2006
- I. steinmanni † Wilckens 1907
- I. subdepressus † Meek y Hayden 1861
- I. tenuirostratus † Meek y Hayden 1862
- I. triangularis † Tuomey, 1854
- I. undabundus † Meek y Hayden 1862
- I. ussuriensis † Voronetz 1937